# Lathyrus sylvestris
La guija de hoja estrecha (Lathyrus sylvestris) es una planta de la familia de las fabáceas.

## Caracteres

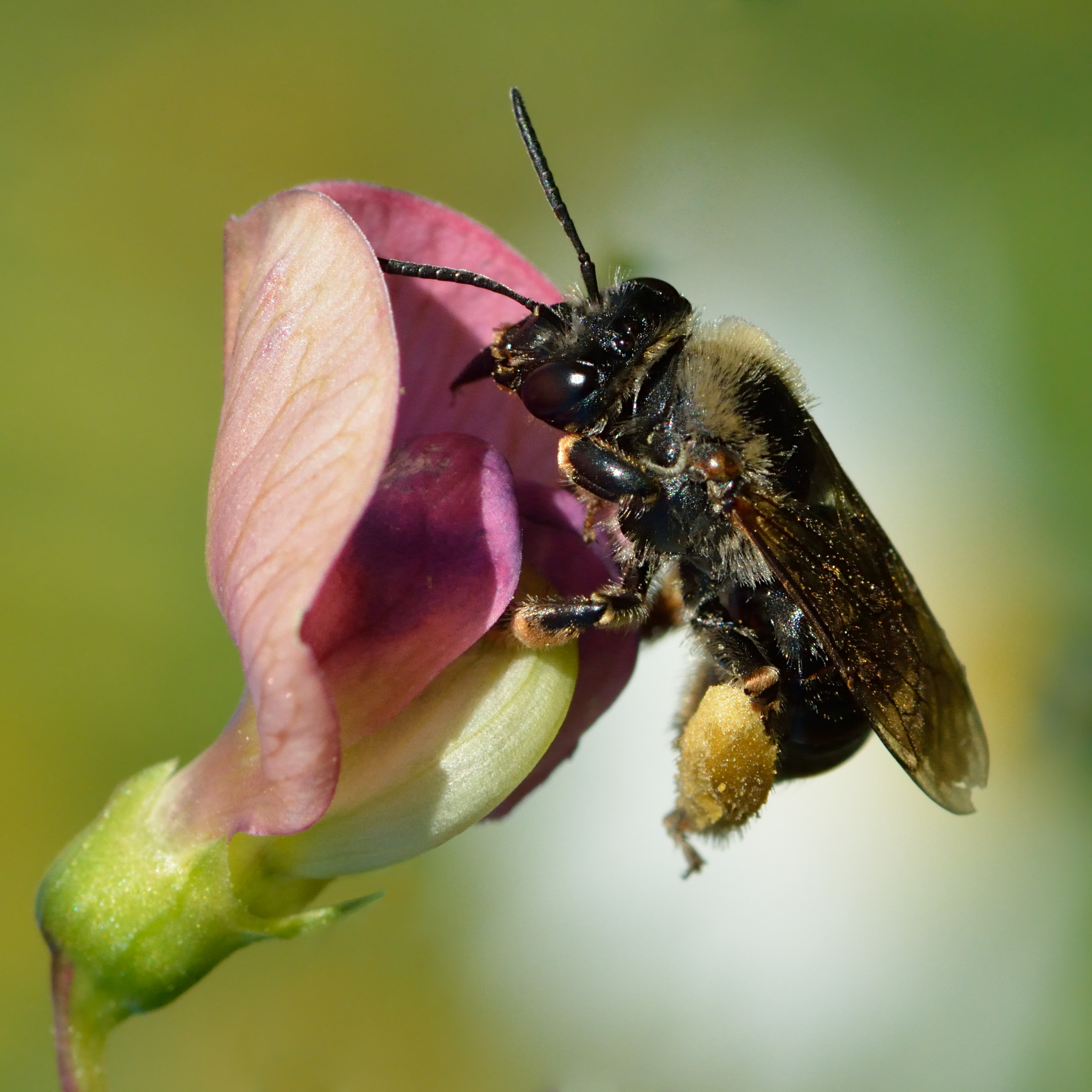

Planta perenne, trepadora. Tallos con alas anchas. Hojas formadas por un par de folíolos de 5-15 cm, lanceolados con zarcillos. Estípulas de 1-3 mm de ancho. Flores de color rosa púrpura, de 15-25 mm, en racimos de 3-12. Dientes del cáliz desiguales.Florece en verano. El fruto es una legumbre glabra, marrón.

## Hábitat
Claros de bosque, márgenes de los campos, pedregales fijados, matorrales y setos.

## Distribución
Gran parte de Europa, excepto Irlanda, Islandia, Grecia y Turquía.